# Yesh Gvul
Yesh Gvul (em hebraico: יש גבול, pode ser traduzido como "há um limite" ou "a fronteira existe" ou ainda "já basta") é um movimento fundado em 1982, por veteranos combatentes, após a invasão do Líbano por Israel. Na ocasião, militares israelenses se recusaram a servir no Líbano, e posteriormente estenderam a sua oposição ao serviço militar nos territórios ocupados por Israel. A campanha de recusa seletiva do Yesh Gvul teve influência sobre a decisão do Ministro da Defesa, Moshe Arens, de iniciar a retirada das Forças de Defesa de Israel do Líbano, conforme admitiu o general Moshe Levi em 1986.
Dado que essa recusa seletiva é uma forma de desobediência civil (nos moldes introduzidos pelo Mahatma Gandhi), os veteranos estão sujeitos a punições tanto na esfera militar como na civil. Uma petição assinada na época por 3.000 reservistas foi enviada ao Primeiro-Ministro Menahem Begin e ao Ministro da Defesa, Ariel Sharon. Vários signatários foram a corte marcial e alguns foram condenados a penas de prisão por desobediência (sirouv pkouda). Yesh Gvul invoca razões de ordem moral (objeção de consciência) e a ilegalidade de algumas operações militares para defender os  refusenik - como são chamadas as pessoas que se recusam a fazer o serviço militar em Israel. Muitos refuseniks são combatentes que serviram com distinção e suas patentes vão de sargento a major.
O slogan do Yesh Gvul é:
“Não atiramos, não choramos e não servimos nos territórios ocupados!”
Não obstante, a recusa dos membros do Yesh Gvul ao serviço militar é seletiva e depende da natureza e localização do serviço.
Entre 1971 e 1979, o Ministério da Defesa israelense permitia que esses objetores seletivos, quando alistados, servissem somente dentro dos limites da Linha Verde que separa Israel dos territórios ocupados. Depois, essa flexibilidade acabou, pois o que se resumia a alguns casos isolados tornou-se um movimento de protesto amplo e organizado.
A Yesh Gvul é dirigida por Ishai Menuchin, major da reserva das Forças de Defesa de Israel.

## Linhas de atuação
Yesh Gvul atua em três frentes principais:
- apoio pessoal a cada refusenik;
- promoção de atividades visando o fim da ocupação;
- ampla campanha educativa visando operar mudanças na sociedade israelense.[10][11]